# Рупен I Јерменски
Рупен I или Рубен I (јерм. Ռուբեն Ա; између 1025 и 1035 — Кормоголо, 1095) је био јерменски племић, први кнез јерменске Киликије (1080—1095) и оснивач династије Рупенида.

## Биографија
Био је рођак багратидског јерменског краља Гагика II, можда син Хована-Смбата III. После византијског пораза у бици код Манцикерта 1071. године, заједно са бројним Јерменима, нашао је уточиште у Тауруским планинама, где су добили помоћ од византијског гувернера. Пошто је одолео нападима Селџука, успео је да се учврсти у Киликији, која је већ неко време за Јермене имала велику важност као седиште њихове цркве. Почетком 1080-их на овом простору је основао јерменску кнежевину, познату и као Мала Јерменија, са престоницом у граду Тарсу. Рупен је умро око 1095. у Кормоголу. Наследио га је син Константин I.